# Pjetër Frroku
Pjetër Frroku nacido en Shkodra, en 1967, es un escultor albanés.

## Datos biográficos
De una familia mirditana, Pjetër Frroku (Lena) siguió los deseos de su padre y estudió economía y la carrera militar, ocupándose a esta profesión durante varios años.
Sin embargo sus inquietudes estaban focalizadas en las artes plásticas, la pintura y la escultura y se mantuvo ideando un  proyecto imaginario en su cabeza. 
En 1997 se desplaza a Grecia. 
Desde los primeros años de trabajo, Pjetër Frroku es llamado "Tigre de Piedra", un apodo que determina la energía del artista en su trabajo y sus ideas, llevadas a cabo en tiempo récord.

## Obras
El primer trabajo de Pjetër fue un retrato de Alejandro Magno, realizada en piedra de tamaño 60 x 50 cm, que fue encargado por el dueño de un hotel con el mismo nombre, en Creta.
Otras obras del artista son:
- Retrato de mirditana (pintura).

- "Relinchar de los caballos" (Hingëllima e kuajve en (alb.):  , trabajo en piedra, situado en la entrada de la agrupación "Varuka" , en la ciudad de Rethimno, Creta.

- "León" (Luani en (alb.), trabajo en piedra, símbolo de la ciudad de Heraclión, situado en el entorno de una empresa de esta ciudad de Creta.

- "Hotel Eva Bay", en Rethimno, Creta.